# Gustavo (serie animata)
Gustavo (Gusztáv) è una serie ungherese di cartoni animati brevi per adulti, realizzati tra il 1964 e il 1977 dalla Pannonia Film Studio e andata in onda dal 3 aprile 1966 al 12 maggio 1979 sulla Magyar Televízió.

## Produzione
Esistono due edizioni della serie, una prodotta originariamente per il cinema dal 1964 al 1968 e l'altra direttamente per la televisione dal 1975 al 1978, che si distinguono per lo stile di disegno, suddivise in cinque stagioni per la programmazione nella televisione ungherese.

## Caratteristiche
Ogni episodio racconta le avventure del protagonista, Gustavo, in scene che vanno dal quotidiano al surreale. Caratteristica peculiare è che i cortometraggi sono scollegati tra loro: ad esempio Gustavo è a volte celibe, mentre in altre circostanze ha messo su famiglia, e sono privi di dialoghi, tranne per parole mugugnate e incomprensibili o discorsi in grammelot.

## Accoglienza
La serie è stata estremamente popolare in Europa orientale, dove è considerato un programma cult.  In seguito la serie è stata replicata frequentemente come riempitivo di palinsesto da numerose emittenti televisive dell'Europa orientale. Gustavo è stato esportato anche in Europa occidentale e in Nuova Zelanda.
In Italia Gustavo è stato trasmesso dalla Rai molto frequentemente dal 1968 al 1979 nei programmi Oggi cartoni animati, Oggi disegni animati, Qui cartoni animati. Era inoltre uno dei cartoni contenuti in Pegaso Kid, distribuito per le emittenti locali dal 1985.

## Episodi
| Stagione         | Episodi | Realizzazione |
| ---------------- | ------- | ------------- |
| Prima stagione   | 24      | 1964-1965     |
| Seconda stagione | 22      | 1966          |
| Terza stagione   | 22      | 1967-1968     |
| Quarta stagione  | 26      | 1975-1976     |
| Quinta stagione  | 26      | 1977          |